# Stomiopeltopsis linacearum
Stomiopeltopsis linacearum är en svampart som beskrevs av Bat. & Cavalc. 1963. Stomiopeltopsis linacearum ingår i släktet Stomiopeltopsis och familjen Micropeltidaceae.   Inga underarter finns listade i Catalogue of Life.